# Юйцзюлюй Хулюй
Юйцзюлюй Хулюй (кит.: 郁久閭斛律; д/н — 414) — 2-й історичний жужанський каган у 410—414 роках.

## Життєпис
Син Мангеті, вождя західних жужанів. 410 року спадкував владу кагана після смерті брата Шелуня. Прийняв ім'я Айкугай-каган (Каган з чудовими якостями). Продовжив політику щодо зміцнення та розширення держави.
Спочатку встановив зверхність над частиною племен шивей та єнісейськими киргизами. Втім централізаторська політика кагана призвела до того, що у 411 році вожді Юехоу і Додігань, відкололися від орди і перейшли під владу імперії Вей, з якою тривало протистояння. Каган відновив союз з державою Ся, спрямований проти Вей.
У 411 році уклав союз з Фен Ба, імператором Північної Ян, з яким було домовлено про шлюб того з Чжаої — донькою Айкугая, а каган в свою чергу одружився з Лелан, донькою янського імператора. Через малий вік каганової доньки відправлення її до двору Північної Янь затягувалося.
414 року небіж останнього — Булучжень — виступив за те, щоб з нареченою виїхали доньки князів Шулі і Удеяня. Але каган відкинув ці пропозиції. Тоді Булучжень сказав Шулі, що каган збирається віддати його доньку до Північної Янь як посаг. У відповідь Шулі вночі оточив юрту кагана, схопив того, а потім разом з донькою відправив до Фен Ба. Там колишній каган отримав володіння та титул вана. Булучжень став новим каганом. У травні того ж року з янською армією рушив для повернення влади, але в дорозі Айкугая було вбито за наказом генерала Ван Ліна.